# L'uovo, questo sconosciuto
L'uovo, questo sconosciuto (Chicken in the Rough) è un film del 1951 diretto da Jack Hannah. È il primo cortometraggio d'animazione della serie Cip & Ciop, distribuito negli Stati Uniti dalla RKO Radio Pictures il 19 gennaio 1951. Il corto riutilizza alcune scene di Sinfonia della fattoria (1938). Dagli anni ottanta viene distribuito col titolo Cip e Ciop e il pulcino.

## Trama
Cip e Ciop sono su un albero a raccogliere delle ghiande, ma queste cadono nel pollaio sottostante. I due allora scendono a recuperarle, ma Ciop trova un nido con delle uova e crede che si tratti di noci gigantesche. Dopo che Cip gli fa capire l'errore, Ciop si siede su un uovo e questo si schiude; Ciop porta il pulcino che ne esce da Cip, che è tornato a recuperare le ghiande, e l'amico gli ordina di riportarlo indietro. Ciop mostra quindi al pulcino come ritornare nell'uovo, ma il pulcino se ne va e Ciop si ritrova ad essere covato dalla gallina. Quando prova a uscire dall'uovo, la gallina va a chiamare il gallo. Ciop si ritrova così a dover convincere il gallo di essere un pulcino, ma dopo poco tempo il gallo scopre l'inganno e inizia a saltargli sopra. La gallina vede la scena e, infuriata, riporta Ciop nel nido e ricomincia a covarlo insieme agli altri pulcini, che nel frattempo sono usciti dalle uova. Da una trave, Cip ha visto la scena e prende in giro l'amico.

## Distribuzione

### Data di uscita
Le date di uscita internazionali sono state:
- 19 gennaio 1951 negli Stati Uniti
- 1953 in Germania Ovest
- 14 novembre 1953 in Danimarca (Ballade i hønsegården)
- 29 aprile 1955 in Italia

### Edizione italiana
Il cortometraggio fu distribuito nei cinema italiani, in lingua originale, all'interno del programma Le strabilianti imprese di Pluto, Pippo e Paperino. Nel doppiaggio, realizzato dalla Royfilm nel 1995 per la trasmissione televisiva, è assente una battuta che il gallo pronuncia facendo il gioco del cucù con Ciop.

### Edizioni home video

#### VHS
America del Nord
- A Tale of Two Chipmunks (1986)

Italia
- Le avventure di Cip e Ciop (aprile 1985)[3]

#### Laserdisc
- A Tale of Two Chipmunks / The Unsinkable Donald Duck (1986)

#### DVD
Il cortometraggio fu distribuito in DVD-Video in America del Nord nella raccolta Starring Chip 'n' Dale, uscita l'11 gennaio 2005 come quarto volume della collana Classic Cartoon Favorites. In Italia fu invece inserito nel DVD Cip & Ciop - Guai in vista, uscito il 12 maggio 2005.

## Altri media
Il cartone animato fu adattato in una storia a fumetti disegnata da Ken Champin e pubblicata il 13 ottobre 1953 su Four Color Comics n. 517. La versione italiana, intitolata Cip e Ciop e il gallo sospettoso, fu pubblicata l'anno seguente. La storia presenta un finale diverso in cui Ciop riesce a scappare dal pollaio ma scopre che Cip si è mangiato tutte le ghiande.